# Pseudapis anomala
Pseudapis anomala är en biart som beskrevs av William Forsell Kirby 1900. Pseudapis anomala ingår i släktet Pseudapis och familjen vägbin. Inga underarter finns listade i Catalogue of Life.